# Da-Wen Sun
Sun Dawen, beter bekend als Da-Wen Sun, is professor in ‘Food and Biosystems Engineering’ aan het University College Dublin (National University of Ireland).

## Biografie
Professor Da-Wen Sun, geboren te Chao'an, Chaozhou, Zuid-China, is een wereldautoriteit in food engineering, zowel wat onderzoek als onderwijs betreft. Zijn belangrijkste onderzoeksactiviteiten zijn o.a. het bestuderen van koel- en bewaarprocessen en –systemen, voedselkwaliteit en –veiligheid, bioprocessimulatie en -optimalisatie, en computervisie. Zijn innovatieve studies omtrent vacuüm koeling van gekookt vlees, pizza, kwaliteitsinspectie door middel van computervisie, en eetbare verpakkingsfilms voor de verlenging van uitstalleven van groenten en fruit, zijn ruim aan bod gekomen in de nationale en internationale literatuur. De resultaten van zijn werk zijn gepubliceerd in meer dan 180 artikels in internationale tijdschriften en meer dan 200 conferentiebijdragen. 
Prof. Da-Wen Sun behaalde de graden van bachelor en master in Mechanical Engineering en een doctoraat in Chemical Engineering in China, alvorens verbonden te zijn aan verschillende universiteiten in Europa. Hij was de eerste Chinese wetenschapper die een permanent contract ontving van een Ierse universiteit toen hij in 1995 als ‘College Lecturer’ werd aangesteld aan de Nationale Universiteit van Ierland, Dublin. Hij promoveerde achtereenvolgens van ‘Senior Lecturer’ naar ‘Associate Professor’ en vervolgens tot ‘Full Professor’. Dr. Sun is momenteel professor in ‘Food and Biosystems Engineering’ en directeur van de ‘Food Refrigeration and Computerised Food Technology Research Group’ aan het University College Dublin.
Als vooraanstaand docent in Food Engineering heeft professor Sun een significante bijdrage geleverd op het vlak van onderwijs in dit vakgebied. Hij heeft verschillende doctoraatsstudenten begeleid, die elk op zich een bijdrage geleverd hebben aan de industrie en de academische wereld. Hij heeft geregeld voordrachten gegeven over de recente ontwikkelingen in Food Engineering aan verschillende internationale instellingen en hij verzorgde toonaangevende uiteenzettingen op internationale conferenties. Als erkende autoriteit in Food Engineering werd hem een associate, visiting of consulting professorship verleend door tien top- universiteiten uit China, waaronder Zhejiang University, Shanghai Jiaotong University, Harbin Institute of Technology, China Agricultural University, South China University of Technology en Jiangnan University. Als erkenning voor zijn significante bijdrage in Food Engineering op wereldniveau en voor zijn uitmuntend leiderschap op dit terrein werd hem de CIGR Merit Award overhandigd door het ‘International Commission of Agricultural Engineering’ (CIGR) in 2000 en 2006. De ‘Institution of Mechanical Engineers’ (IMechE), gevestigd in het Verenigd Koninkrijk, benoemde hem als ‘Food Engineer of the Year 2004’ en in 2008 werd hem de ‘CIGR Recognition Award’ toegekend als eerbetoon aan zijn uitzonderlijke prestaties bij de top één procent van landbouwkundige ingenieurs ter wereld.
Hij is tevens medewerker aan het het ‘Institution of Agricultural Engineers’. Hij heeft ook al verscheidene prijzen in ontvangst mogen nemen, o.a. voor zijn uitmuntendheid op het vlak van onderwijs en onderzoek, inclusief de ‘President’s Research Fellowship’. Hij heeft ook tweemaal de ‘President’s Research Award’ van het University College Dublin in ontvangst mogen nemen. Hij is tevens lid van het bestuur van het CIGR, ere vicepresident van het CIGR, hoofdredacteur van Food and Bioprocess Technology – an International Journal (Springer), serie-editor van de “Contemporary Food Engineering” boekenserie (CRC Press / Taylor & Francis), voormalig editor van Journal of Food Engineering (Elsevier), en lid van de editorial board van Journal of Food Engineering (Elsevier), Journal of Food Process Engineering (Blackwell), Sensing and Instrumentation for Food Quality and Saftely (Springer) en het Czech Journal of Food Science. Hij is tevens geregistreerd ingenieur van de UK Engineering Council.

## Onderscheidingen en prijzen
- CIGR Recognition Award, 2008, door het CIGR (International Commission of Agricultural Engineering)
- AFST(I) Fellow Award, 2007, door de Association of Food Scientists and Technologists (India)
- CIGR Merit Award, 2006, door het CIGR (International Commission of Agricultural Engineering)
- President’s Research Fellowship, 2004/2005, door het University College Dublin
- Food Engineer of the Year Award, 2004, door The Institution of Mechanical Engineers, UK
- Who’s Who in Engineering and Science, 2000 -
- CIGR Merit Award, 2000, door het CIGR (International Commission of Agricultural Engineering)
- President’s Research Award, 2000/2001, door het University College Dublin
- Who’s Who in the World, 1999 -

## Gepubliceerde werken
Boeken door Da-Wen Sun omvatten:
- Hyperspectral Imaging for Food Quality Analysis and Control, Elsevier (2009).
- Infrared Spectroscopy for Food Quality Analysis and Control, Elsevier, 416 pp., ISBN 978-0-12-374136-3 (2009).
- Modern Techniques for Food Authentication, Elsevier, 684 pp., ISBN 978-0-12-374085-4 (2008)
- Computer Vision Technology for Food Quality Evaluation, Elsevier, 608 pp., ISBN 978-0-12-373642-0 (2008)
- Computational Fluid Dynamics in Food Processing, CRC Press, 760 pp., ISBN 978-0-8493-9286-3 (2007)
- Handbook of Frozen Food Processing and Packaging, CRC Press, USA, 737 pp., ISBN 978-1-57444-607-4 (2006)
- Thermal Food Processing: New Technologies and Quality Issues, CRC Press, 640 pp., ISBN 978-1-57444-628-9 (2006)
- Emerging Technologies for Food Processing, Elsevier, 792 pp., ISBN 978-0-12-676757-5 (2005)
- Advances in Food Refrigeration, Leatherhead Publishing, 482 pp., ISBN 0 905748 83 2 (2001)
- The University Structure and Curricula on Agricultural Engineering, Food and Agriculture Organisation of the United Nations, 233 pp., ISBN 92-5-104447-3 (2000)